# Jessica Wetterling
Jessica Elisabeth Wetterling, född 1 december 1986 i Fässbergs församling i Mölndal, är en svensk politiker (vänsterpartist). Hon är ordinarie riksdagsledamot sedan 2018, invald för Västra Götalands läns västra valkrets.

## Biografi
Wetterling har varit aktiv i Kommunal. Hon har varit ledamot i Mölndals kommunfullmäktige och Västra Götalands regionfullmäktige sedan 2014.
Wetterling arbetar som stödassistent och var en av få nya riksdagsledamöter 2018 som var LO-arbetare.
Hon är riksdagsledamot sedan valet 2018. I riksdagen är hon ledamot i konstitutionsutskottet sedan 2022. Wetterling är även ledamot i riksdagens valberedning och riksdagens råd för Riksrevisionen sedan 2022 samt ledamot i Valprövningsnämnden sedan 2019.